# 拉特考
拉特考（德語：Ratekau，發音：[ˈʁaːtəˌkaʊ]）是德国石勒苏益格-荷尔斯泰因州东荷尔斯泰因县的市镇，面积59.62平方千米，人口为人。